# How to Make Love to a Woman
Pour plus de détails, voir Fiche technique et Distribution.
How to Make Love to a Woman est un film américain, sorti en 2010 directement en DVD par le distributeur Entertainment One.

## Fiche technique
- Titre : How to Make Love to a Woman
- Réalisation : Scott Culver
- Scénario : Dennis Kao
- Musique : Nathan Wang
- Société de production : How to Productions
- Société de distribution : Entertainment One
- Pays d'origine :  États-Unis
- Genre : Comédie érotique
- Date de sortie : 2010

## Distribution
- Josh Meyers : Andy Conners
- Krysten Ritter : Lauren Baker
- Eugene Byrd : Layne Wilson
- Ian Somerhalder : Daniel Meltzer
- Catherine Reitman : Vani
- Nora Kirkpatrick : Carla
- Ken Jeong : Curtis Lee
- Ike Barinholtz : David
- Kirk Fox : Gil
- Shelly Cole : Nanette
- James Hong : Sifu
- Jenna Jameson : Elle-même
- Raviv Ullman : Scott Conners
- Margaret Travolta : Mrs Baker
- Ryan Key : Lui-même
- Saosin : Eux-mêmes
- Mayday Parade : Eux-mêmes
- Candice Hillebrand :Terri
- Jessica Jaymes : Elle-même